# 災害用伝言板
災害用伝言板（さいがいようでんごんばん）とは、日本国内で震度6弱以上の地震や水害などの大規模な災害が発生した場合に開設される、安否確認のための伝言サービス。阪神・淡路大震災での経験を踏まえ、緊急連絡手段の確保と安否確認による電話網の輻輳の軽減を目的として設置された。

## 提供会社
- 固定電話向け
  - NTT東日本 - 災害用伝言板(web171)
  - NTT西日本 - 災害用伝言板(web171)
- 携帯電話・PHS専用
  - NTTドコモ - FOMA・Xi（スマートフォンまたはiモード対応機種）よりアクセス可能
  - KDDI・沖縄セルラー電話 - CDMA 1X WIN・au 4G LTE（スマートフォンまたはEZweb対応機種）よりアクセス可能
  - ソフトバンク - SoftBank 3G・SoftBank 4G・SoftBank 4G LTE（スマートフォンまたはYahoo!ケータイ対応機種）よりアクセス可能
  - ソフトバンク（旧 ウィルコム沖縄を含む） - Y!mobile（2021年1月31日サービス終了）
  - 楽天モバイル（スマートフォン対応機種）

NTT東日本・西日本の「災害用伝言板(web171)」については契約の有無に関わらず利用することができるため、MVNO（いわゆる格安SIM）や、直収電話・CATV電話・IP電話など、上記の電話事業者以外と契約している場合でも利用することができる。
2010年3月1日より、どのサービスでも全社の登録情報を横断検索することができるようになっている。また登録された安否情報はNTTレゾナント（goo）のJ-anpiにも提供される。
なお2021年1月31日にPHSがサービス終了したため利用自体ができないが、終了以前はPHSからも利用可能であった。以降の記載では特にPHSを区別しない。

## サービス提供期間
大地震のほか、台風や集中豪雨などによる大規模な風水害発生時（自宅を離れ避難所に避難する状況になった場合）に開設される。音声通話用の災害用伝言ダイヤルと同時に「災害用伝言板(web171)」も開設される。携帯電話キャリアの「災害用伝言板」については、前述の条件のもと各社の判断で開設される。
災害収束後、各社の判断によってサービスは終了される。

### 体験サービス
以下の日時で、体験利用が可能となる。このほかにも、防災キャンペーン・自治体の防災訓練にあわせて体験利用を行っていることがある。なお、体験サービス期間中に大災害が発生した場合には、体験サービスは中止される。
- 毎月1日、15日 0:00～23:59
- 正月三が日（1月1日～1月3日）
  - 災害用伝言板：1月1日正午～1月3日23時
  - 災害用伝言板（web171）：1月1日0時～1月3日24時
- 防災週間 （8月30日～9月5日）
- 防災とボランティア週間 （1月15日～1月21日）

## 携帯電話
本項では、NTTドコモの災害用伝言板の使用方法について記載するが、KDDI・ソフトバンク・楽天モバイルでも使用方法はほぼ同じである。
登録することができる電話番号は、災害用伝言板サービスにアクセスするために使った携帯電話端末の電話番号。別契約・他者の電話番号を登録することはできない。
伝言は、最大10件まで登録可能で、上限を超えた場合は古いものから順番に消去される。
保存期間は運用終了までである。

### 登録方法
契約者住所・請求書の送付先住所が対象地域内である場合、対象地域に滞在している場合に、契約した事業者の災害用伝言板サービスから伝言を登録することができる。
なお安否を登録する電話番号は、自動で入力されるため入力不要。
1. iメニュー・dメニューのトップページの「災害用安否確認」から「災害用伝言板」のページに移動、もしくは「災害用キット」などの専用のスマートフォンアプリを起動する。
2. 「安否の登録」を選択する。
3. 現在の状態を「無事です」「被害があります」「自宅にいます」「避難所にいます」の4つから選択し、コメント（最大100文字）を入力する。
4. 登録ボタンを押す。

事前に5件までのメールアドレスを登録しておけば、メッセージが登録された際に、指定されたメールアドレスへ自動的に通知メールが送信される。

### 確認方法
自社と他社サービスに登録された安否情報を確認することができる。
1. iメニュー・dメニューのトップページの「災害用安否確認」から「災害用伝言板」のページに移動、もしくは「災害用キット」などの専用のスマートフォンアプリを起動する。
2. 「安否の確認」を選択する。
3. 安否を確認したい電話番号を入力し、「検索」ボタンを押す。
4. 表示された伝言を見る。他社の災害用伝言板サービスに伝言が登録されている場合は、リンク先で伝言を確認する。

## NTT東日本・NTT西日本
「災害用伝言板（web171）」はNTT東日本とNTT西日本による共同運営である。
2005年8月に「災害用ブロードバンド伝言板(web171)」として試行運用が開始され、2006年10月から本格運用開始。2012年8月30日に「災害用伝言板（web171）」として、現在の形になった。
登録することができる電話番号は0AB～J形式で災害用伝言板のサービス対象地域に指定されている地域の電話番号と、070・080・090から始まる携帯電話の電話番号、050から始まるIP電話の電話番号のみ。なお体験サービス期間中は制限が撤廃され、すべての電話番号で登録が可能。
伝言は、最大20件まで登録可能で、上限を超えた場合は古いものから順番に消去される。
保存時間は運用終了まで（最大6か月）である。

### 登録方法
端末・回線の契約にかかわらず、全世界から登録することができる。
1. https://www.web171.jpにアクセスする。
2. 「伝言板の登録・更新・削除」ボタンを押す。
3. 安否を登録したい電話番号を入力し、「登録」ボタンを押す。
4. 規定の伝言板の「登録する」ボタンを押す。
5. 現在の状態を「無事です」「被害があります」「自宅にいます」「避難所にいます」の4つから選択し、コメント（最大100文字）を入力する。
6. 「登録」ボタンを押す。

### 確認方法
1. https://www.web171.jpにアクセスする。
2. 「伝言板の登録・更新・削除」ボタンを押す。
3. 安否を確認したい電話番号を入力し、「確認」ボタンを押す。
4. 規定の伝言板の「確認する」ボタンを押す。
5. 伝言を見る。音声通話の災害用伝言ダイヤルから登録されたものについては、WAV形式（CCITT μ-law 8bit, 8000Hz, 1ch, 64kbps、最大60秒、最大500kB程度）の音声ファイルになっているため、音声ファイルをダウンロードして再生することで確認することができる。

## サービス内容

### 利用できる端末
- 登録および確認
  - インターネット閲覧機能付き携帯電話・スマートフォン
  - インターネットに接続しているパソコン・携帯電話・スマートフォンなど

### 各社の独自機能
- NTTドコモ

2006年春からは、災害伝言板トップページに「ファミリー割引グループ安否確認」のリンクが表示されてファミリー割引の同一グループ内の携帯電話番号の入力が不要になり、ファミリー割引の同一グループ内のiモード、spモード対応端末には事前登録していなくても登録通知メールが送信されるようになった。